# Ceratitis hancocki
Ceratitis hancocki
 es una especie de insecto del género Ceratitis de la familia Tephritidae del orden Diptera. 
Meyer la describió científicamente por primera vez en el año 1998.